# Pochwałki
Pochwałki (niem. Friedrichsfelde b. D.) – osada w Polsce, w województwie warmińsko-mazurskim, w powiecie węgorzewskim, w gminie Budry, sołectwo Ołownik.
W latach 1975–1998 miejscowość należała administracyjnie do województwa suwalskiego.
We wsi zespół parkowo-dworski.

## Nazwa
16 lipca 1938 r. w miejsce nazwy Friedrichsfelde wprowadzono nazwę Sandenfelde.
28 marca 1949 r. ustalono urzędową polską nazwę miejscowości – Pochwałki, określając drugi przypadek jako Pochwałek, a przymiotnik – pochwałecki.